# 1636 en arts plastiques
| Années des arts plastiques : 1633 - 1634 - 1635 - 1636 - 1637 - 1638 - 1639    |
| Décennies des arts plastiques : 1600 - 1610 - 1620 - 1630 - 1640 - 1650 - 1660 |

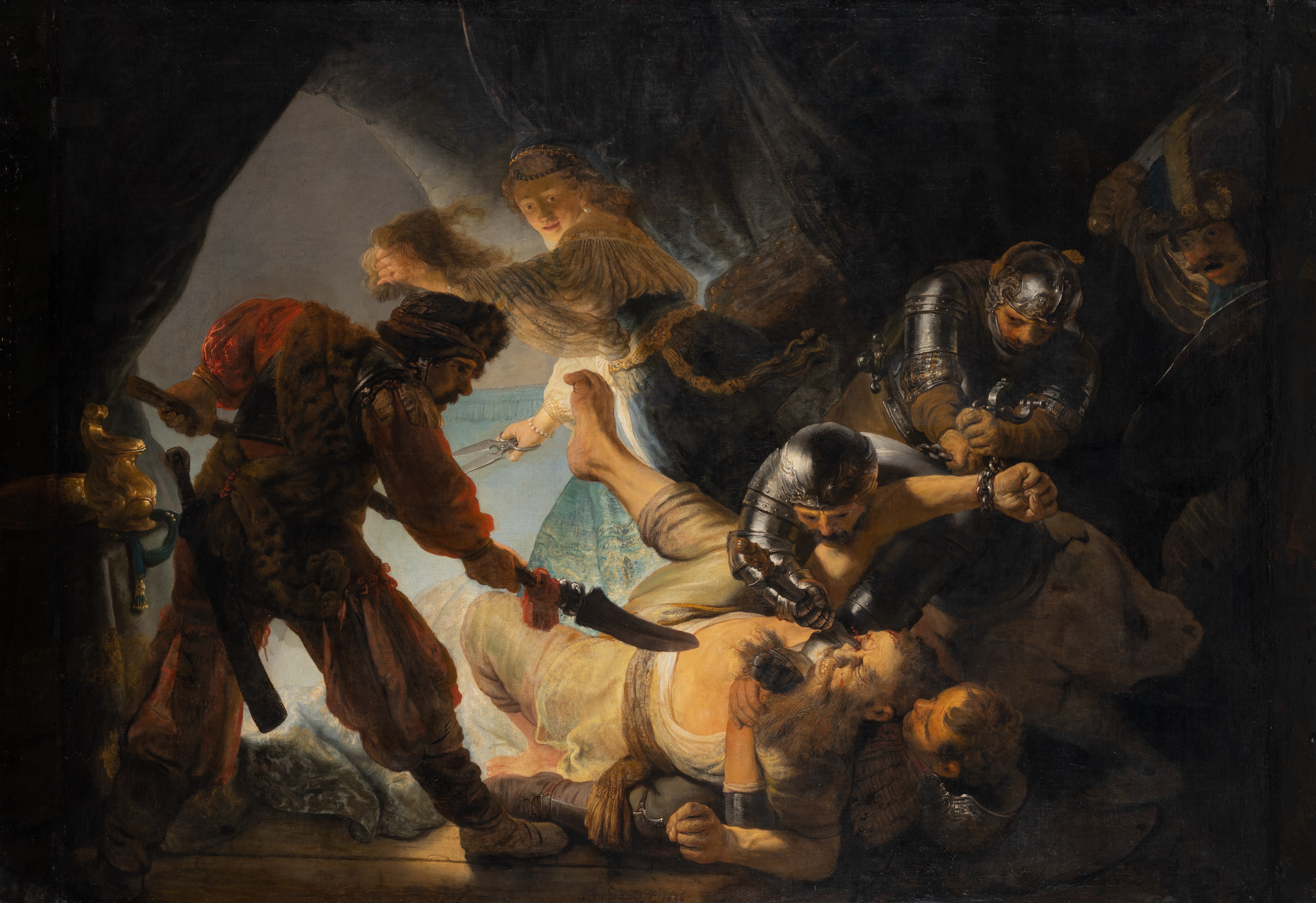
L'Aveuglement de Samson, de Rembrandt.

Cette page concerne l'année 1636 en arts plastiques.

## Œuvres
- L'Aveuglement de Samson, tableau de Rembrandt.

## Naissances
- 6 février : Heiman Dullaert, peintre, poète et musicien néerlandais ( † 6 mai 1684),
- 15 juin : Charles de La Fosse, peintre français ( † 13 décembre 1716),
- 19 juillet : Jean-Baptiste Monnoyer, peintre français ( † 16 février 1699),
- 30 novembre : Adriaen Van de Velde, peintre, aquafortiste et sculpteur néerlandais († 21 janvier 1672),
- ? :
  - Gérard van Bathem, peintre paysagiste hollandais ( † 24 octobre 1684),
  - Giovanni Battista Benaschi, peintre baroque italien ( † 23 septembre 1688),
  - Filippo Maria Galletti, religieux catholique et peintre baroque italien († 1714),
  - Melchior d'Hondecoeter, peintre néerlandais († 3 avril 1695),
  - Zou Zhe, peintre chinois († 1708).

## Décès
- 22 janvier : Gregorio Fernández, sculpteur baroque espagnol (° 1576),
- 17 mars :
  - Pietro Paolo Bonzi, peintre italien de l'école romaine (° vers 1576),
  - François Venant, peintre néerlandais (° 1591),
- 6 avril : Philipp Uffenbach, peintre, illustrateur, aquarelliste, graveur et cartographe allemand (° 15 janvier 1566).
- 27 juin : Lambert Jacobsz, peintre et prêcheur mennonite néerlandais (° (1598),

- 17 septembre : Stefano Maderno, sculpteur italien (° (1576),
- 10 octobre : Pieter Brueghel le Jeune, peintre brabançon (° 1564 ou 1565),
- ? :
  - Dong Qichang (Tung Ch'i-ch'ang), peintre, calligraphe et critique d'art chinois (° 1555),
  - Giovanni Giacomo Pandolfi, peintre italien (° 1567).